# 松原聖弥
松原 聖弥（まつばら せいや、1995年1月26日 - ）は、大阪府大阪市鶴見区出身のプロ野球選手（外野手）。右投左打。埼玉西武ライオンズ所属。
NPBにおける育成出身のシーズン最多本塁打記録保持者（12本）。また、甲斐拓也に次ぐNPB史上2人目・セ・リーグでは唯一の、育成出身としてのシーズン2桁本塁打達成者。
2021年に、読売ジャイアンツの生え抜き選手として最多となる27試合連続安打を記録した。球団としては張本勲が1976年に記録した30試合連続安打に次ぎ、2008年に記録したアレックス・ラミレスと並ぶ歴代2位。

## 経歴

### プロ入り前
小学1年生から野球を始める。最初は兄：侑潔と一緒のチームに入ったが、「より強いチームに行かせた方がいい」という監督の考えで、ボーイズリーグの「八尾フレンドボーイズ」に移籍、中学時代にはボーイズリーグの「大東畷ボーイズ」に所属。小学校の八尾フレンド時代は外野手兼捕手で青山大紀とバッテリーを組む。中学時代で内野手（主に二塁手）に転向。中学の大東畷時代は土肥星也が1学年後輩に在籍していた。
高校は宮城県の仙台育英高校に進学。秋季大会は二塁手で出場するも準々決勝で敗退。チームは3年生に夏の甲子園に出場したが、ベンチ入りを果たせなかった。1学年後輩に上林誠知、熊谷敬宥、馬場皐輔が在籍しており、2学年後輩に梅津晃大がいた。
高校卒業後は、明星大学に進学し硬式野球部に入り外野手へ転向。首都大学リーグ二部において、1年春の開幕戦で「4番・指名打者」として先発出場。2年の春からは5季連続ベストナインを獲得する活躍を見せた。
2016年10月20日に開催されたドラフト会議にて読売ジャイアンツから育成選手5位指名を受けて、11月20日に都内のホテルで支度金300万円、年俸240万円で契約し（金額は推定）、同月23日に東京ドームで新入団選手発表が行われた。背番号は009。同期の南要輔も東北楽天ゴールデンイーグルスから育成2巡目指名され、2人揃って初の明星大学出身のプロ野球選手となった。

### 巨人時代
2017年、二軍公式戦では7試合の出場で無安打だったが、三軍戦において100試合に出場。打率.332（394打数131安打）、1本塁打、45盗塁を記録する。同年に行われた若手主体の秋季キャンプには、育成野手としてキャンプへ参加。11月25日から台湾で開催されたAWBにおけるNPBイースタン選抜チームに選出。打率.311とチーム2位の打率成績を残した。オフに50万円増の推定年俸290万円で契約を更改した。
2018年、春季キャンプにて育成野手として唯一一軍キャンプへ抜擢された。キャンプ期間中の実戦では2月18日の起亜タイガースとの練習試合まで安打が出なかったが、途中で二軍降格もなく最後まで一軍のキャンプに同行した。しかし、一軍のオープン戦のメンバーには登録されず、春季教育リーグのメンバーとなった。その後シーズンでは二軍で78試合出場、打率.319、リーグトップの16盗塁を記録し、7月30日に支配下登録された。推定年俸は420万円となり、背番号が59に変更された。7月12日に行われたフレッシュオールスターゲームではイースタン・リーグ選抜チームの「1番・中堅手」として先発出場した。最終的に二軍でチーム118試合中117試合に出場し、リーグトップの打率.316、134安打、リーグ2位の24盗塁を記録（公認野球規則9.22（a）より首位打者は規定打席不足ながら同球団の石川慎吾となった）。134安打は、2010年に北海道日本ハムファイターズの杉谷拳士が記録したシーズン133安打を更新するイ・リーグ新記録となる。

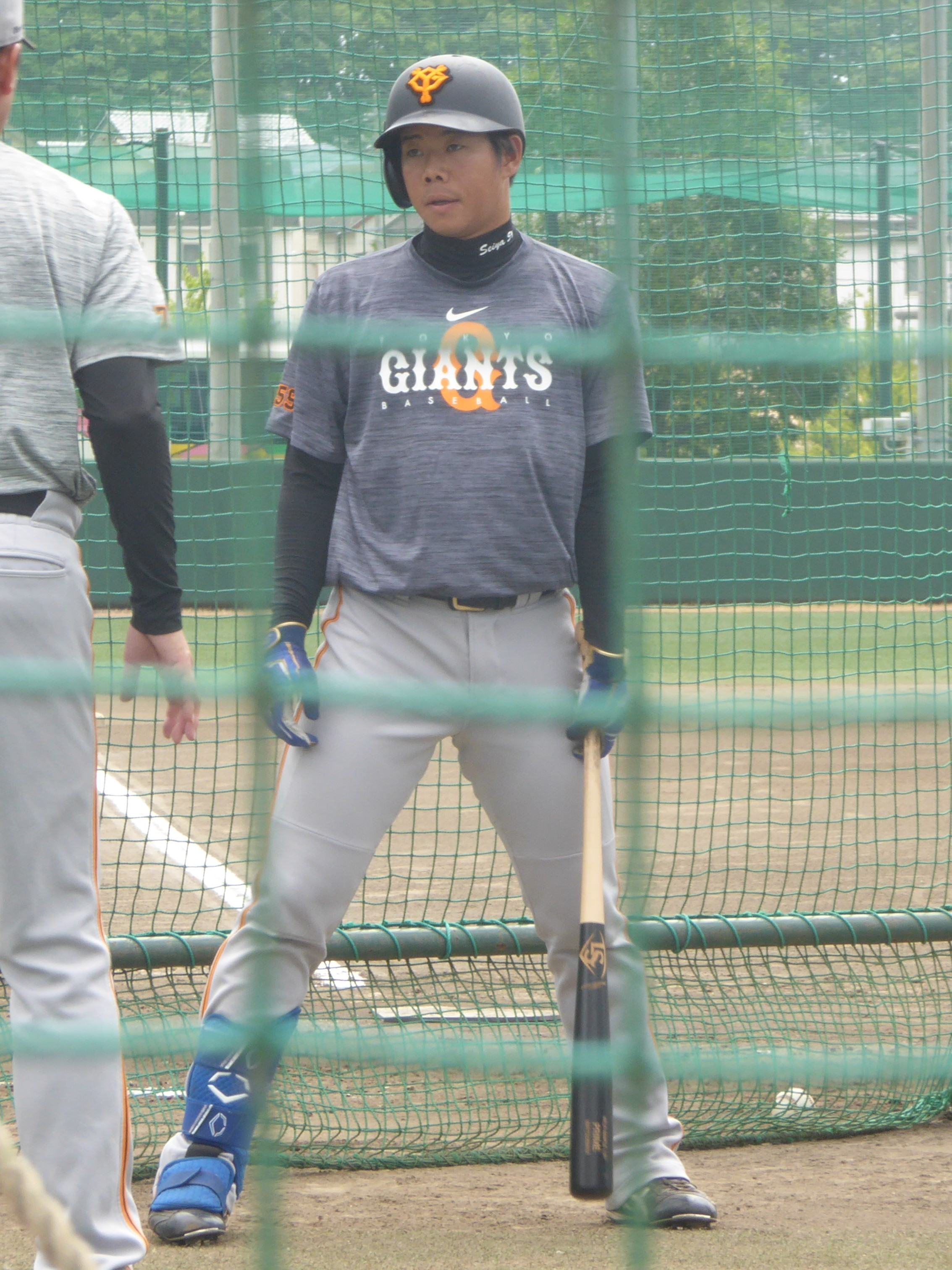
2023年8月10日

11月8日のMLB選抜とのエキシビションマッチではダン・オテロからランニング本塁打を放った。オフに140万円増の推定年俸560万円で契約を更改した。
2019年、前年の活躍から期待をかけられていたが一軍公式戦には出場できず。二軍では5本塁打を記録するも打率.287、96安打と2部門での成績は前年より落とした。オフに40万円増の推定年俸600万円で契約を更改した。
2020年、開幕を二軍で迎えたが、7月25日に初めて一軍に出場登録されるとその日の東京ヤクルトスワローズ戦で9回表に高梨雄平の代打でプロ初出場を果たし、石山泰稚からプロ初安打となる二塁打を記録した。8月18日の阪神タイガース戦には「2番・右翼手」で初の先発出場、翌19日の阪神戦で7回裏に望月惇志から適時打による初打点、25日には初の猛打賞を記録するなど初ものづくしとなった。さらに27日のヤクルト戦ではライトゴロも記録し攻守にわたって活躍を見せた。翌28日の中日ドラゴンズ戦では初盗塁、9月3日の横浜DeNAベイスターズ戦で2回裏にスペンサー・パットンからプロ初本塁打となる3点本塁打を放った。プロ初出場から主に「2番・右翼手」としてスタメンに定着し、86試合で打率.263、3本塁打、19打点、12盗塁を記録した。オフの12月15日に1600万円増の推定年俸2200万円で契約を更改し、背番号が31に変更された。
2021年、3月26日のDeNA戦に「8番・左翼手」で初の開幕先発出場を果たした。開幕3連戦で不調だったためスタメンを外れたが、4月8日の阪神戦でスタメン復帰すると1番打者に定着する。15日の中日戦では初回に福谷浩司からセ・リーグの育成出身選手では史上初の先頭打者本塁打を記録した。9月17日のヤクルト戦では、9回裏に大下佑馬からソロ本塁打を放ち、育成出身としては甲斐拓也に次ぐNPB史上2人目・セ・リーグでは唯一の2桁本塁打を達成。10月8日の広島東洋カープ戦では、初球先頭打者本塁打を記録。甲斐が2019年、2020年に記録した11本塁打を抜き、NPBにおける育成出身のシーズン最多本塁打記録を樹立した。最終的に135試合出場で、打率.274、12本塁打、37打点を記録し、育成出身として球団初の規定打席に到達した。オフの12月16日に1800万円増の推定年俸4000万円で契約を更改し、背番号は前年度まで亀井善行がつけていた9に変更されることが発表された。
2022年、強打を誇るグレゴリー・ポランコ、アダム・ウォーカー両外国人の加入により外野手争いが激化、さらにシーズンを通して打撃不振だったため出場機会が減少、最終的に50試合出場で打率.113、0本塁打、4打点と前年度から大きく成績を落とす形でシーズンを終えた。オフの11月26日に900万円減の推定年俸3100万円で契約を更改し、翌年から背番号を59に戻すことが発表された。
2023年は春季キャンプを二軍で迎える。2月16日には、宮崎県で強化合宿を行う第5回WBC日本代表に、重信慎之介、西川愛也と共にサポートメンバーとして帯同することが発表された。25日の日本代表と福岡ソフトバンクホークスとの強化試合では「9番・右翼手」で先発出場し、3回表にチーム初安打を放つと直後に盗塁も記録し存在感を発揮した。
しかし、オープン戦で一軍帯同後、新外国人ルイス・ブリンソンや現役ドラフトで加入のオコエ瑠偉の台頭、梶谷隆幸の支配下復帰により、オープン戦終了後に二軍に降格した。シーズンが始まると前年の長打力最優先方針を転換。多くの外野手が起用され、巨人復帰の長野久義、一塁と併用の秋広優人など前年不在の外野手が多数台頭したこともあり前年以上に出番が減少。さらに一軍に上がっても打席で安打が一本も出なかったため、8月13日のDeNA戦を最後にシーズン終了まで二軍で過ごし、21試合の出場に留まった。二軍でも90試合出場で、打率.239と不振だった。オフの11月28日に600万円減となる推定年俸2500万円で契約を更改した。
2024年、阿部慎之助監督新体制となり春季キャンプを一軍で迎える。オープン戦で好調を維持し、打率.320、4打点の成績を残して、2年ぶりに開幕一軍入りを果たした。開幕2戦目に梶谷隆幸の代走から守備について、そのまま得点圏で打席に立つと2年ぶりの適時打を放った。その後は打率.154（13打数2安打）と結果を残せず4月15日に登録抹消された。

### 西武時代

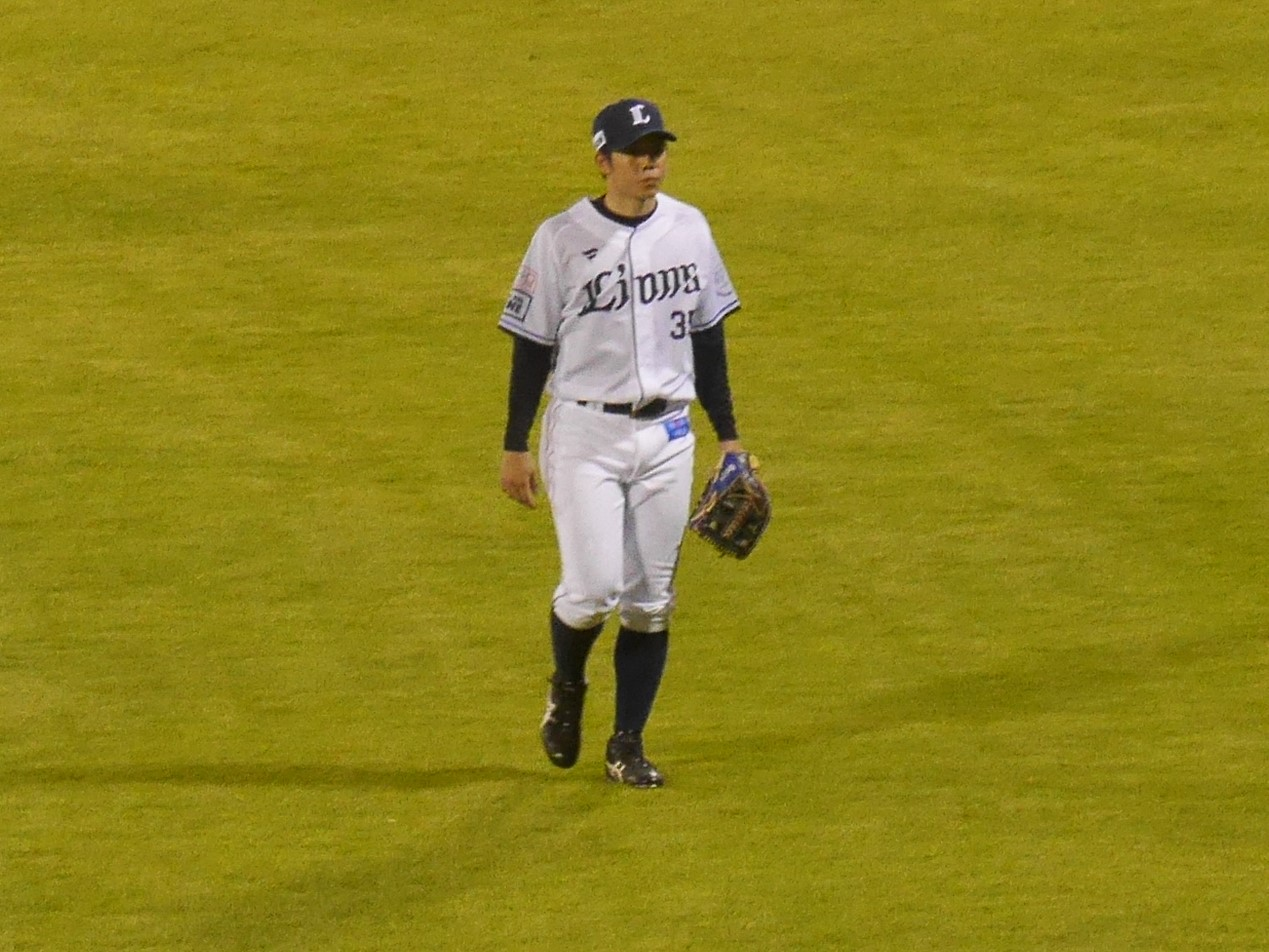
2024年6月26日、埼玉県営大宮公園野球場にて

2024年6月24日、若林楽人とのトレードにより埼玉西武ライオンズに移籍することが発表され、翌25日に入団会見が行われた。背番号は35。翌26日に出場登録されるとその日の北海道日本ハムファイターズ戦（埼玉県営大宮公園野球場）には「1番・右翼手」として先発出場した。

## 選手としての特徴

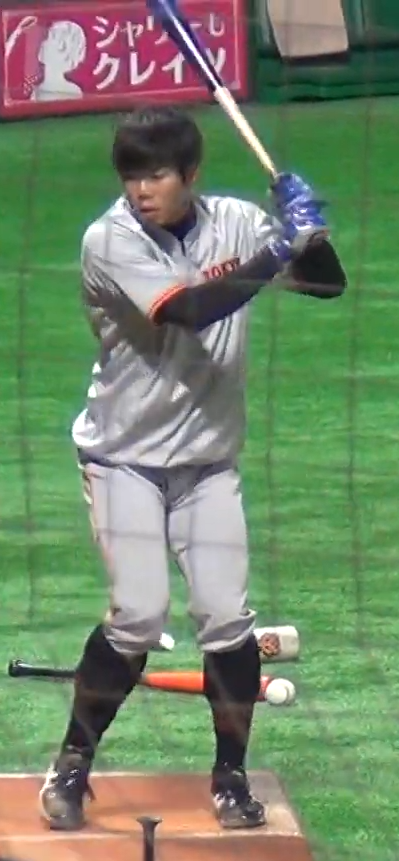
松原のティーバッティング（2021年3月11日、福岡PayPayドームにて）

50m走で5.8秒の記録を持つ俊足、原辰徳監督に「天才的」と言わしめた打撃センスが武器。大久保博元は「芯に当てるバットコントロールの天才」としてミート力を評価している。
仙台育英時代には3年生の夏に野球部を引退した後、東日本大震災の影響で主軸選手が集団転校となった駅伝部に、助っ人として入部した経歴を持つ。その俊足を活かして外野の守備範囲も広い。判断力や肩の強さも優れており。2020年8月27日のヤクルト戦では適時打を防ぐライトゴロを成立させ、原監督からは「満塁ホームランに値するぐらいのワンプレー」と評された。
プレースタイルと選手としての姿勢を高木豊は「突貫小僧」と称している。

## 人物
愛称は「ミッキー」。「マツロ―」。
特技はYouTubeの動画を見て研究しているという手品。
子供の頃から横浜ベイスターズのファンで、好きだった選手は石井琢朗、金城龍彦。その他、イチローのファンでもあった。
3兄弟の次男で、3人とも野球経験がある。兄はお笑い芸人の松原ゆい（ロングアイランド）で、大学時代まで続けていた。弟の松原涼雄は広陵高3年時に太田光らと共に夏の甲子園に出場。「2番・右翼手」で先発出場した初戦の三重戦で6打数2安打を記録するも、野球の道には進まずラーメン屋開業に向け修業中。父は販促クラウドサービス会社：SPinnoの代表取締役CEO。
お笑い芸人のはなわとは、家族ぐるみで親交がある。

## 詳細情報

### 年度別打撃成績
| 年 度    | 球 団    | 試 合 | 打 席 | 打 数 | 得 点 | 安 打 | 二 塁 打 | 三 塁 打 | 本 塁 打 | 塁 打 | 打 点 | 盗 塁 | 盗 塁 死 | 犠 打 | 犠 飛 | 四 球 | 敬 遠 | 死 球 | 三 振 | 併 殺 打 | 打 率 | 出 塁 率 | 長 打 率 | O P S |
| -------- | -------- | ----- | ----- | ----- | ----- | ----- | -------- | -------- | -------- | ----- | ----- | ----- | -------- | ----- | ----- | ----- | ----- | ----- | ----- | -------- | ----- | -------- | -------- | ----- |
| 2020     | 巨人     | 86    | 313   | 278   | 42    | 73    | 11       | 5        | 3        | 103   | 19    | 12    | 2        | 4     | 2     | 29    | 0     | 0     | 71    | 4        | .263  | .330     | .371     | .701  |
| 2021     | 巨人     | 135   | 477   | 431   | 69    | 118   | 20       | 4        | 12       | 182   | 37    | 15    | 7        | 3     | 3     | 38    | 0     | 2     | 100   | 4        | .274  | .333     | .422     | .757  |
| 2022     | 巨人     | 50    | 76    | 71    | 7     | 8     | 1        | 1        | 0        | 11    | 4     | 2     | 1        | 1     | 0     | 4     | 0     | 0     | 21    | 2        | .113  | .160     | .155     | .315  |
| 2023     | 巨人     | 21    | 13    | 12    | 3     | 0     | 0        | 0        | 0        | 0     | 0     | 0     | 0        | 0     | 0     | 1     | 0     | 0     | 4     | 0        | .000  | .077     | .000     | .077  |
| 2024     | 巨人     | 9     | 16    | 13    | 1     | 2     | 0        | 0        | 0        | 2     | 2     | 0     | 0        | 0     | 0     | 3     | 0     | 0     | 5     | 0        | .154  | .313     | .154     | .466  |
| 2024     | 西武     | 24    | 72    | 65    | 5     | 8     | 2        | 1        | 0        | 12    | 5     | 1     | 0        | 2     | 0     | 5     | 0     | 0     | 23    | 0        | .123  | .186     | .185     | .370  |
| '24計    | 西武     | 33    | 88    | 78    | 6     | 10    | 2        | 1        | 0        | 14    | 7     | 1     | 0        | 2     | 0     | 8     | 0     | 0     | 28    | 0        | .128  | .209     | .179     | .389  |
| NPB：5年 | NPB：5年 | 325   | 967   | 870   | 127   | 209   | 34       | 11       | 15       | 310   | 67    | 30    | 10       | 10    | 5     | 80    | 0     | 2     | 224   | 10       | .240  | .304     | .356     | .660  |

- 2024年度シーズン終了時

### 年度別守備成績
| 年 度 | 球 団 | 外野  | 外野  | 外野  | 外野  | 外野  | 外野     |
| 年 度 | 球 団 | 試 合 | 刺 殺 | 補 殺 | 失 策 | 併 殺 | 守 備 率 |
| ----- | ----- | ----- | ----- | ----- | ----- | ----- | -------- |
| 2020  | 巨人  | 84    | 131   | 4     | 1     | 1     | .993     |
| 2021  | 巨人  | 135   | 204   | 3     | 2     | 0     | .990     |
| 2022  | 巨人  | 42    | 29    | 0     | 0     | 0     | 1.000    |
| 2023  | 巨人  | 16    | 4     | 0     | 0     | 0     | 1.000    |
| 2024  | 巨人  | 7     | 13    | 0     | 0     | 0     | 1.000    |
| 2024  | 西武  | 22    | 45    | 1     | 1     | 0     | .979     |
| '24計 | 西武  | 29    | 58    | 1     | 1     | 0     | .983     |
| 通算  | 通算  | 295   | 427   | 8     | 4     | 1     | .991     |

- 2024年度シーズン終了時

### 記録
初記録
- 初出場・初打席・初安打：2020年7月25日、対東京ヤクルトスワローズ7回戦（明治神宮野球場）、9回表に高梨雄平の代打で出場、石山泰稚から左越二塁打
- 初先発出場：2020年8月18日、対阪神タイガース8回戦（東京ドーム）、2番・右翼手で先発出場
- 初打点：2020年8月19日、対阪神タイガース9回戦（東京ドーム）、7回裏に望月惇志から右前適時打
- 初盗塁：2020年8月28日、対中日ドラゴンズ13回戦（東京ドーム）、1回裏に二盗（投手：松葉貴大、捕手：郡司裕也）
- 初本塁打：2020年9月3日、対横浜DeNAベイスターズ12回戦（東京ドーム）、2回裏にスペンサー・パットンから右越3ラン

その他の記録
- 育成ドラフト出身としてプロ野球史上最多本塁打記録：12本（2021年）[27]

### 背番号
- 009（2017年 - 2018年7月29日）
- 59（2018年7月30日 - 2020年、2023年 - 2024年6月24日）
- 31（2021年）
- 9（2022年）
- 35（2024年6月25日 - ）

### 登場曲
- 「CHERNOBYL 2017」Meland x Hauken & Benjamin Beats（2020年）
- 「電光石火」THE BLUE HEARTS（2020年 - ）
- 「SCATMAN」スキャットマン・ジョン（2020年 - ）
- 「もしよければ」AK-69（2020年途中）
- 「Storeulv 2016 feat. Moberg」Bek & Wallin（2021年開幕 - 途中）
- 「廻廻奇譚」Eve[57]（2021年3月19日）※期間限定
- 「Dreamville 2017」Bek & Wallin, Moberg（2021年途中）
- 「喧嘩上等」氣志團（2021年途中 - ）
- 「オレガヤレバ」寿君[58]（2021年と2022年の吉川尚輝負傷離脱時）
- 「STAY」The Kid LAROI & Justin Bieber（2021年9月 - 同年終了、2022年途中 - ）
- 「Earth Defence Force」Emetsound（2022年開幕 - 途中）